# Michael Allen (journaliste)
Pour les articles homonymes, voir Michael Allen.
Michael Allen, né le 21 juin 1964 aux États-Unis, est un journaliste politique américain. Il est le cofondateur ainsi que le rédacteur en chef du site Axios et l'ancien journaliste politique en chef de Politico. En avril 2010, en référence à sa correspondance fréquente avec le directeur de la communication de la Maison Blanche Daniel Pfeiffer, The New York Times le qualifie d' "Homme que la Maison Blanche rencontre au réveil". Avant de rejoindre Politico lors de son lancement en 2007, il travaille pour d'autres nombreux journaux, notamment The New York Times, ainsi que Time. 

## Biographie
Allen grandit au sein du Comté d'Orange, en Californie. Son père n'est autre que l'écrivain conservateur Gary Allen, un porte-parole de la John Birch Society. Il décrit sa famille comme normal et "apolitique", contrairement au personnage public flamboyant que représente son père en tant que légende conservatrice, ayant une fois dénoncé la musique rock de "complot communiste pavlovien contrôlant l'esprit" et ayant rédigé les discours de George Wallace,,. Allen est un Eagle Scout.
Allen déménage vers l'est des États-Unis afin d'aller à l'Université Washington et Lee, ayant été diplômé en 1986 d'une double mention en politique ainsi qu'en journalisme. Son père meurt la même année, et Allen est cité dans la nécrologie du The New York Times, donnant des détails concernant la carrière de son père,. 

## Carrière
Allen commence à travailler en tant que journaliste au The Free Lance-Star, un quotidien diffusé à Fredericksburg, en Virginie. Il travaille également au Richmond Times-Dispatch, au The Washington Post, au The New York Times, ainsi qu'au Time,. 
Allen apparaît dans un article du The New York Times datant du 25 avril 2010 intitulé "The Man the White House Wakes Up To.", signifiant en français "L'Homme que la Maison Blanche rencontre au réveil". Il est considéré comme étant l'un des journalistes les plus puissants et influents à Washington.

## Accueil
Allen attire à lui les critiques puisqu'il porte toute son attention en couvrant des aspects superficiels de la politique ainsi que de la culture washingtoniennes,. En novembre 2013, Erik Wemple rédige une tribune libre dans le The Washington Post prétendant qu'Allen a donné une couverture favorable à Politico en échange de dollars publicitaires. Allen refuse de commenter publiquement cette accusation. Jonathan Chait estime que la réponse de Politico est "de la foutaise évasive". Le journaliste Alex Pareene, dans un article publié sur Salon, décrit le travail d'Allen comme étant "indiscernable d'un porte-parole payé à des fins commerciales".
En 2004, Allen remporte le Prix commémoratif Merriman Smith de l'Association des correspondants de la Maison-Blanche pour sa couverture présidentielle exceptionnelle à échéance. Le prix est remis à Allen pour sa couverture du voyage privé du Président George W. Bush à Bagdad.

## Vie privée
Allen est une personnalité vivant en retrait de la société, Mark Leibovich dresse son portrait, rapportant que la majorité de ses amis ne savent pas où il demeure, et qu'aucun d'entre eux n'a visité son appartement. Un collègue d'Allen, le connaissant de longue date, le décrit comme vivant parmi "des piles de journaux ainsi que quelques accessoires inutiles",. 